# 김상훈 (번역가)
김상훈은 대한민국의 번역가이자 과학 소설 (SF) 평론가이다. 강수백이라는 필명을 사용하기도 하며, 로저 젤라즈니와 테드 창, 필립 K. 딕의 한국어 번역자로도 유명하다.
1990년대 중반부터 장기적인 계획 아래 해외의 과학 소설들을 다수 소개해 왔으며, 열린책들의 경계소설과 시공사의 그리폰 북스, 행복한책읽기의 SF총서와 작가 선집, 현대문학사의 필립 K. 딕 걸작선과 미래의 문학 등의 과학 소설 총서를 직접 기획하고 번역함으로써 한국 SF 팬덤의 형성에 지대한 영향을 끼쳤다.